# Зябликово (Вологодская область)
Зябликово — деревня в Устюженском районе Вологодской области.
Входит в состав Сошневского сельского поселения, с точки зрения административно-территориального деления — в Сошневский сельсовет.
Расположена на трассе Р84. Расстояние по автодороге до районного центра Устюжны — 15 км, до центра муниципального образования деревни Соболево — 10 км. Ближайшие населённые пункты — Жуково, Кононово, Родишкино.
Население по данным переписи 2002 года — 2 человека.